# SoftBank 830N
SoftBank 830N（ソフトバンク はちさんまる エヌ）は、日本電気（NECカシオ モバイルコミュニケーションズ）が開発、製造したソフトバンクモバイルの第3世代携帯電話（SoftBank 3G)端末である。当初、2月20日の発売を予定されていたが約1週間延期され2月26日に発売された。
ここでは後継機であるSoftBank 841N（ソフトバンク はちよんいち エヌ）についても記述する。

## 特徴
ソフトバンク2009年春モデルのNEC製のスライド型端末。同時期に発売されたNECのNTTドコモ向けモデル「N-04A」とは、全く同じではないが機能やデザインには共通点も多い。
筺体デザインは、突起類の露出を排した、薄くコンパクトな直方体形状で、ディスプレイ側下部の『＝SoftBank』ロゴのさらに下方に3個のタッチセンサーを備え、筺体を閉じたままでもテレビやカメラ等の機能を利用出来る。そして、N-04Aと同様、スライドした時に画面が若干手前に傾く、「アークスライド」を採用している。
ソフトバンク向けNEC端末では初めてとなる、フルワイドVGA液晶やFelica、Bluetoothを搭載している。また、3Gハイスピードは下り最大7.2Mbpsに対応している。
サービス面では、モバイルウィジェットにも対応。
841Nは、830Nとカラーバリエーションが異なるほか、大きな変更点はない。

## 主な機能・サービス
| 主な対応サービス                      | 主な対応サービス                        | 主な対応サービス                      |
| ------------------------------------- | --------------------------------------- | ------------------------------------- |
| S!一斉トーク                          | S!ともだち状況                          | Twitter 841Nのみ                      |
| S!ループ                              | S!タウン                                | S!速報ニュース （おためしコンテンツ） |
| S!情報チャンネル （3Gお天気アイコン） | S!FeliCa                                | PCサイトブラウザ                      |
| 電子コミック                          | S!アプリ （メガアプリ）                 | 着うたフル／着うた                    |
| デコレメール （マイ絵文字）           | S!電話帳バックアップ                    | PCメール                              |
| コンテンツおすすめメール              | TVコール                                | 世界対応ケータイ (W-CDMAのみ)         |
| S!GPSナビ                             | デルモジ表示 （アニメビュー）           | ワンセグ                              |
| 3Gハイスピード （下り7.2Mbps対応)     | S!おなじみ操作                          | ダブルナンバー                        |
| 着デコ                                | きせかえアレンジ （カスタムスクリーン） |                                       |
| 安心遠隔ロック                        | モバイルウィジェット                    |                                       |

## 歴史
- 2009年1月29日 - 830Nがソフトバンクモバイルから発表
- 2009年2月26日 - 830Nが発売
- 2010年5月18日 - 841Nがソフトバンクモバイルから発表